# Ahmad Moftizadeh

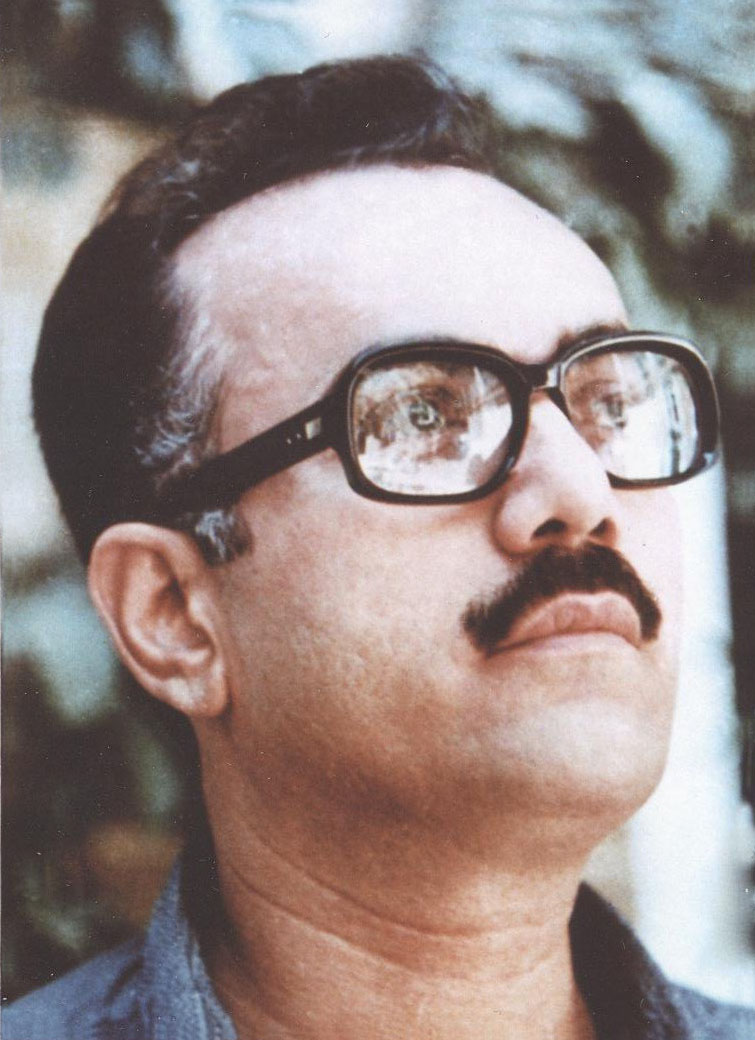
Ellameh Ahmad Moftizadeh, 1970

Ellameh Ahmad Moftizadeh oder Achmed Mofti Zadeh (* 1933 in Sanandadsch, Iran; † 1993 in Teheran, Iran; kurdisch ئه حمدی موفتی زاده Kak Ahmed Moftizadeh, persisch مہ احمد مفتی زاده) war ein kurdischer Politiker und Politikwissenschaftler sowie Repräsentant der sunnitisch-kurdischen Minderheit in der iranischen Provinz Kurdistan. Bekannt wurde er durch seine federführende Rolle bei Verhandlungen mit der Regierung nach der Islamischen Revolution, als die kurdische Minderheit auf einen unabhängigeren Status hoffte. Die Verhandlungen scheiterten und die neuen Machthaber in Teheran ließen Moftizadeh und zahlreiche seiner Anhänger verhaften. Er starb kurze Zeit nach seiner Freilassung aus dem Gefängnis im Jahr 1993, nachdem er schwere Misshandlungen und Folter durchgestanden hatte.

## Anfänge
Moftizadeh war ein kurdischer Nationalist. Er wurde durch seine Forderungen nach einem autonomen Kurdistan bekannt.
Er war Sohn eines Muftis aus Kurdistan. Zunächst studierte er an der Universität Teheran. Während seines Studiums stand er der Demokratischen Partei Kurdistans nahe. Nach Abschluss seines Studiums in den 1960er Jahren vertiefte er seine theologischen Kenntnisse in verschiedenen religiösen Zentren wie Halabdscha, Biyareh und Chanaqin im Irak, da die religiöse Ausbildung für Sunniten im Iran Beschränkungen unterlag.
Er begann seine berufliche Tätigkeit als Freitagsprediger in Sanandadsch, predigte gegen Gewalt und Verfolgung seiner kurdischen Landsleute und erfuhr zunehmende politische Unterstützung durch seine immer größere werdende Zuhörerschaft. Im Jahr 1976 wurde er zusammen mit einigen Anhängern verhaftet, nach einigen Monaten jedoch wieder frei gelassen.

## Politischer Führer während der Islamischen Revolution 1979

Vordere Reihe von links: Ahmad Moftizadeh, Ajatollah Mahmud Taleghani, Ajatollah Mohammad Beheschti, Akbar Hāschemi Rafsandschāni.

Als im Jahr 1978 die politischen Spannungen im Iran zunahmen, sammelten sich um Moftizadeh eine Gruppe von Kurden, die einen kurdischen Autonomiestatus innerhalb eines demokratischen Irans forderte. Moftizadeh gründete im selben Jahr die Maktabe Koran (dt. Koran-Schule der Gedanken) in Sanandadsch. Als Anführer des kurdischen Teils der Bevölkerung von Sanandadsch geriet er in Konflikt mit konkurrierenden politischen Bewegungen, darunter kommunistischen und nationalistischen Gruppen, die ihn für seine Unterstützung islamischer Positionen kritisierten. Trotz der politischen Differenzen blieb der Kontakt zu den kommunistischen und nationalistischen sowie der säkularen Demokratische Partei Kurdistan-Iran bestehen. Nach zahlreichen Gesprächen mit Ajatollah Chomeini wurde er mit der Ankündigung zitiert, dass er Chomeinis Garantie für eine Autonomie der Kurden in der Tasche habe. Die neuen Anführer der Islamischen Republik garantierten ihm unter anderem eine gewisse Autonomie für die Kurden. Im Gegenzug verlangten sie die Unterstützung der Revolution durch ihn und seine Anhänger.

## Verhaftung und Folter

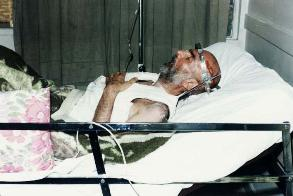
Moftizadeh im Krankenhaus nach seinem Gefängnisaufenthalt kurz vor seinem Tod im Jahr 1993

Nach der Islamischen Revolution erklärte Moftizadeh, dass seine Übereinkünfte mit der neuen Regierung von dieser nicht eingehalten und vollständig ignoriert würden. Deshalb unterstütze er nicht länger den Islamischen Staat. Dies führte im Gegenzug zu einer militärischen Operationen gegen den iranischen Teil Kurdistans durch die Regierung der Islamischen Republik Iran.
Moftizadeh beschloss, sich aus dem Beratungsgremium zurückzuziehen. Er gab die Führerschaft über die kurdische Gruppierung auf, die er gegründet hatte. Im Jahr 1983 wurde er mit der Anschuldigung verhaftet, er verletze die nationale Sicherheit Irans und zu zehn Jahren Gefängnis verurteilt. Die Anklageschrift und die Urteilsbegründung gegen ihn wurden nicht veröffentlicht. Gouverneur (Persisch: Ostāndār) der Zentralregierung in Kordestān, damals noch zusammengelegt mit der heute abgetrennten iranischen Provinz West-Aserbaidschan, war Ali Reza Sheikh Attar, 2008 bis 2014 Botschafter Irans in Deutschland; einer seiner Berater der spätere Ostāndār von West-Aserbaidschan und noch spätere iranische Präsident Mahmud Ahmadineschad.
Im Gefängnis wurde Moftizadeh brutal gefoltert. Er starb im Jahr 1993, sechs Monate (nach anderen Informationen drei Monate) nach seiner Freilassung. Freunde berichteten, dass ihm im Gefängnis nahezu alle möglichen Knochen gebrochen worden seien. Sie machten die iranische Regierung für diese Menschenrechtsverletzungen verantwortlich.
Nach seinem Tod wurden einige seiner Anhänger, darunter Sabhani Naser und Farough Farsad, inhaftiert und ermordet. Dies sollte der Unterdrückung der kurdischen Autonomiebestrebungen, so wie sie Moftizadeh vertreten hatte, dienen.

## Galerie

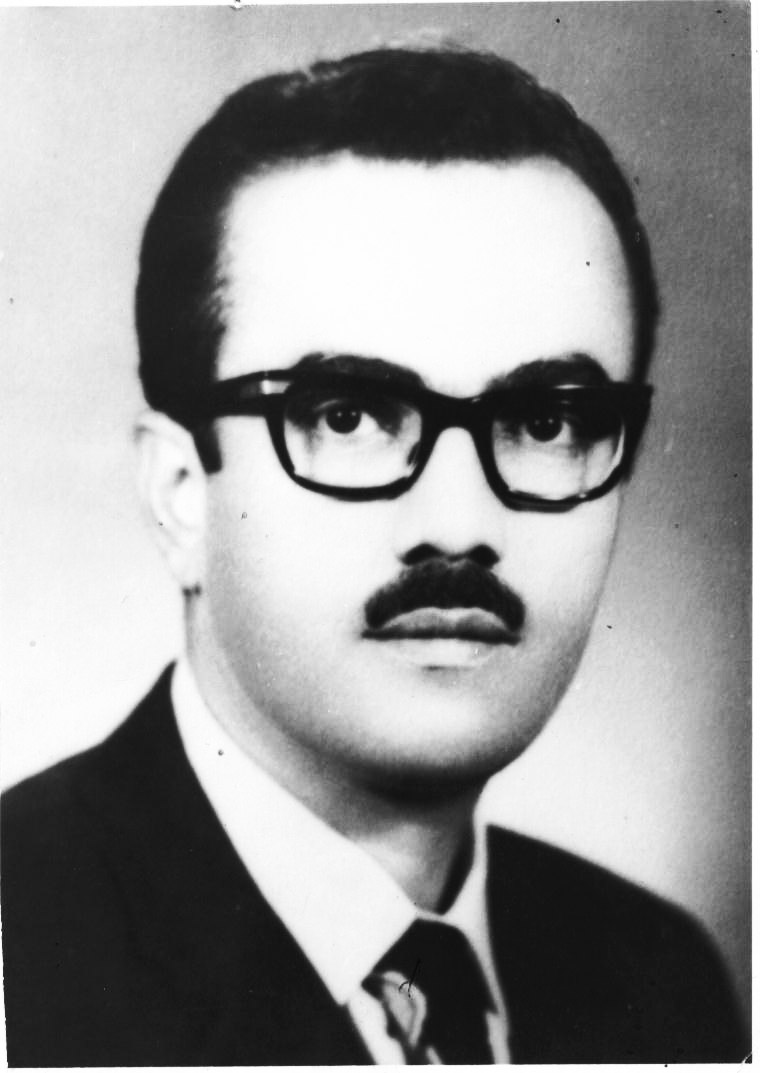
Moftizadeh in den 1950er Jahren
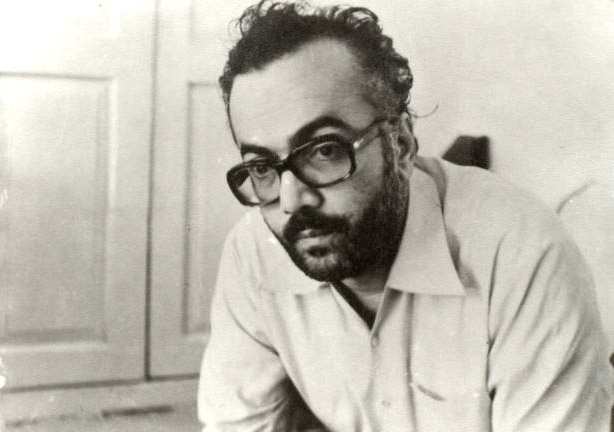
Moftizadeh in den 1970er Jahren
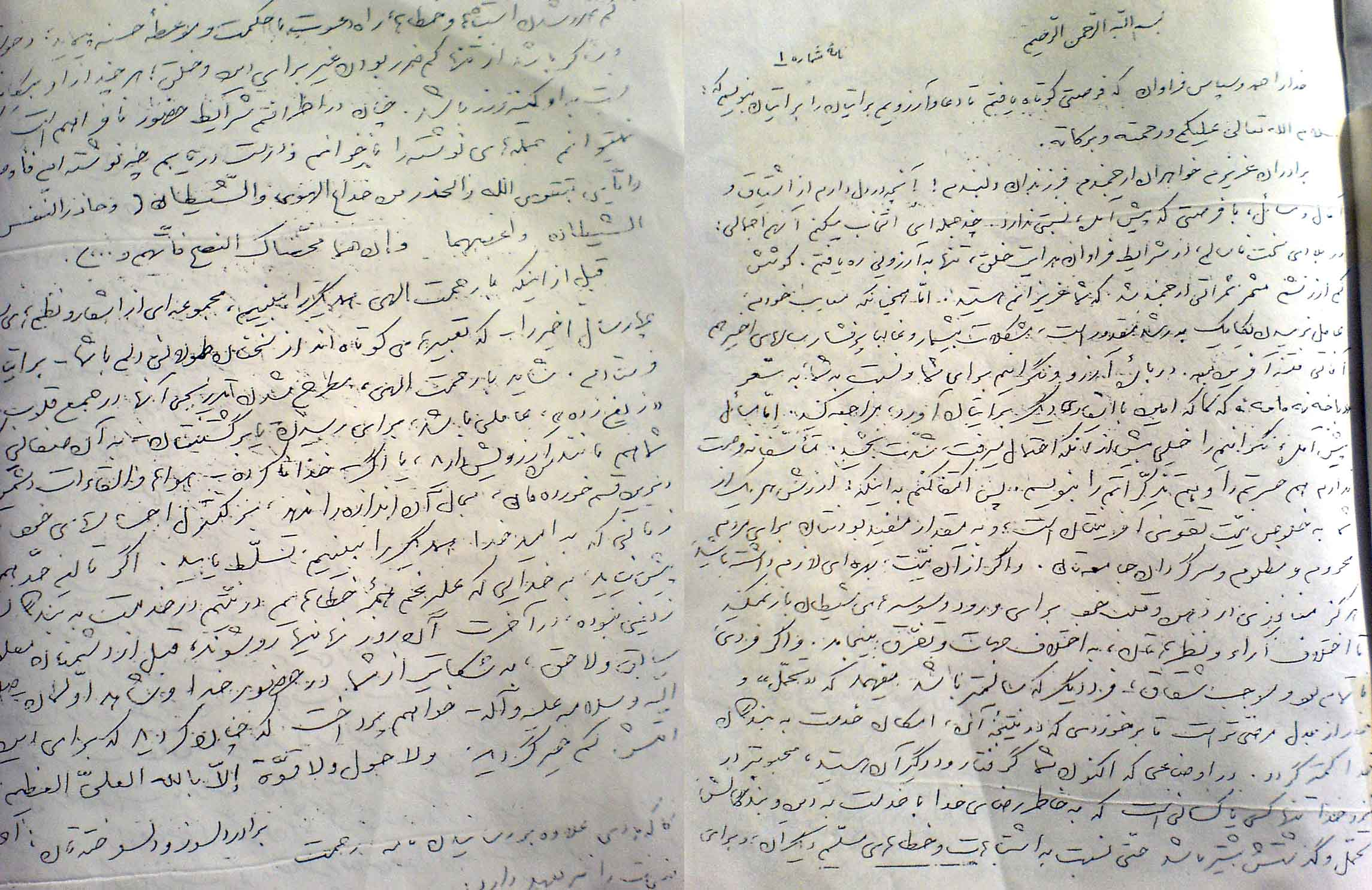
Brief Moftizadehs
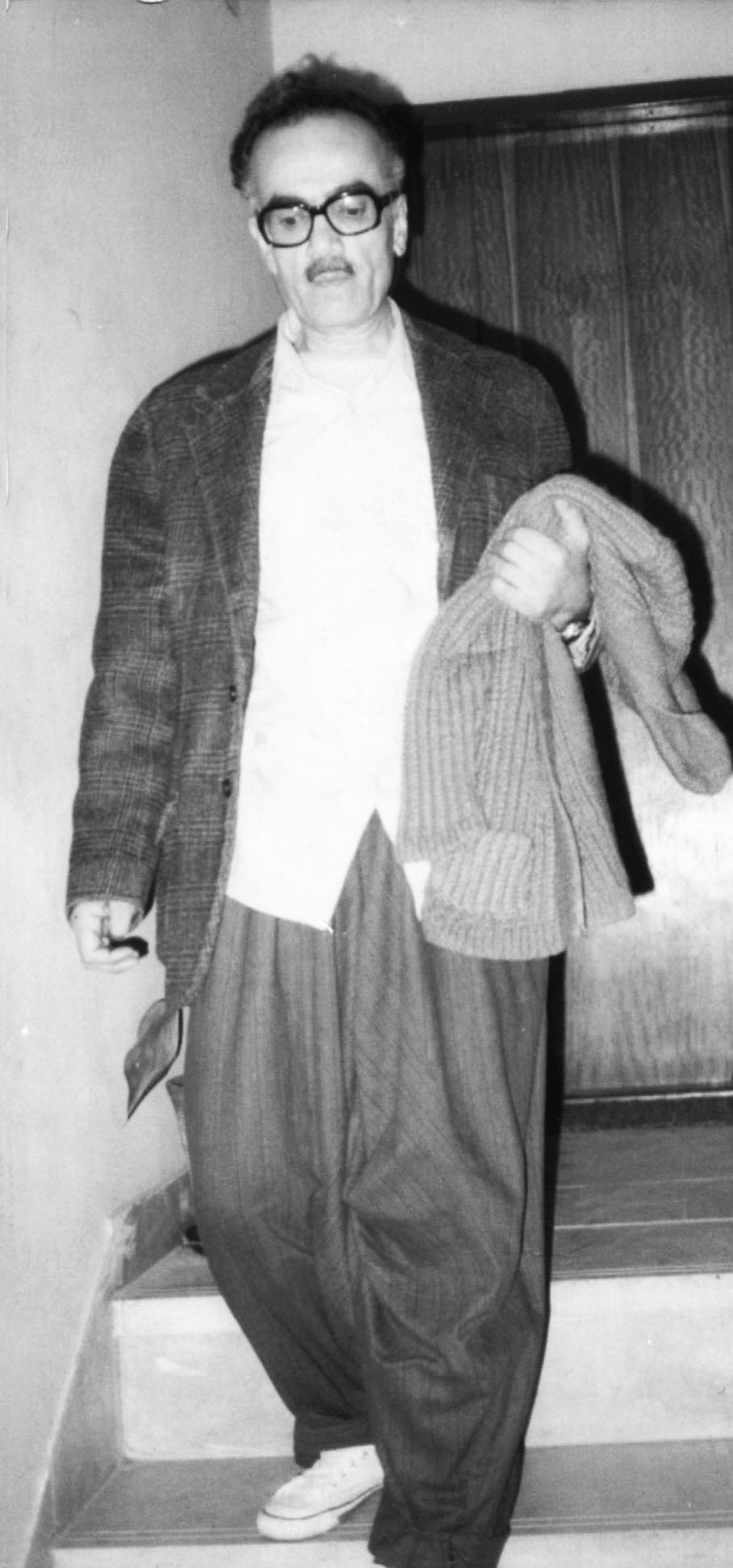
Moftiazdeh auf dem Weg zu einer Versammlung
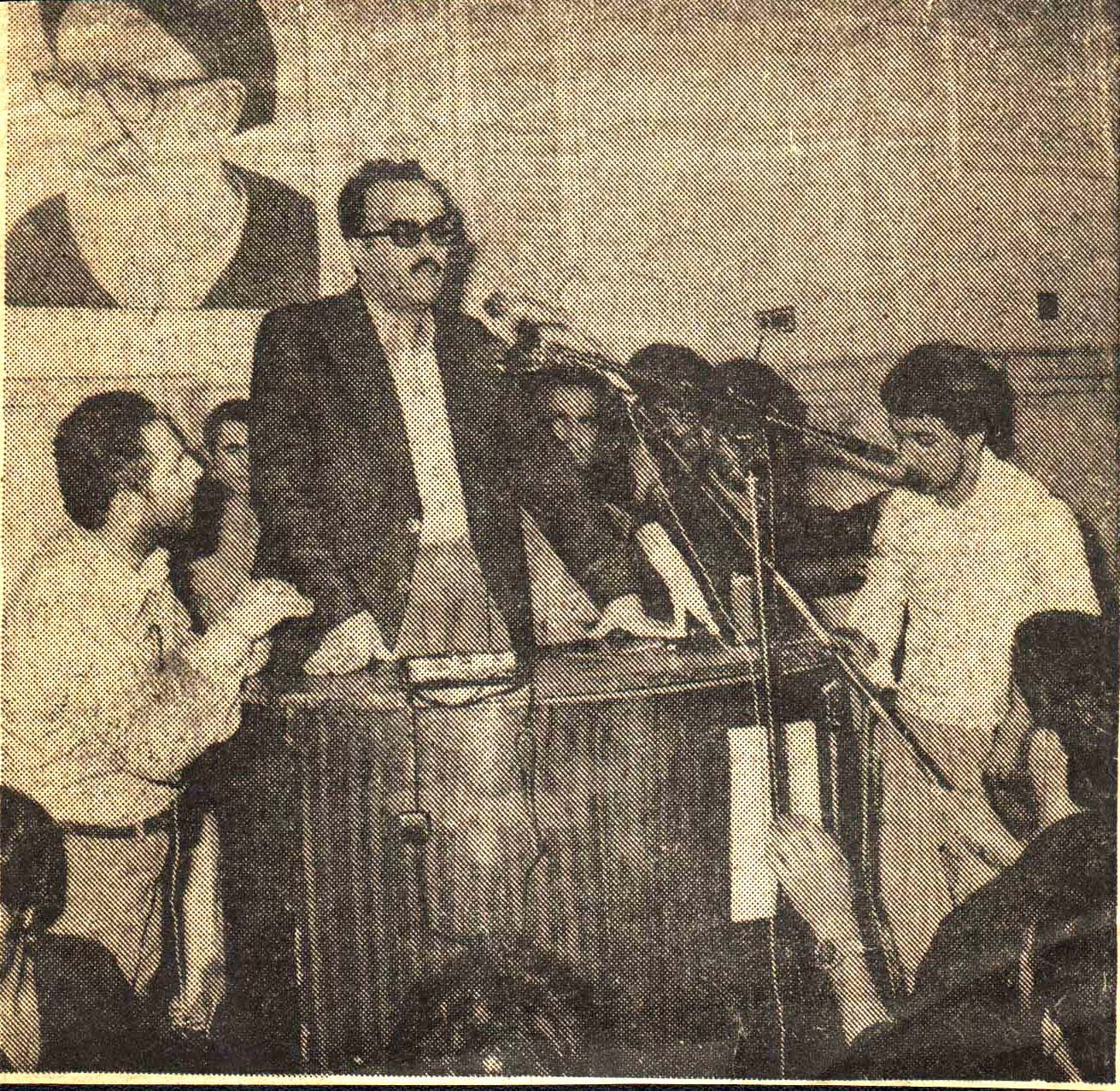
Moftizadeh in Hosseinie Ershad, Teheran
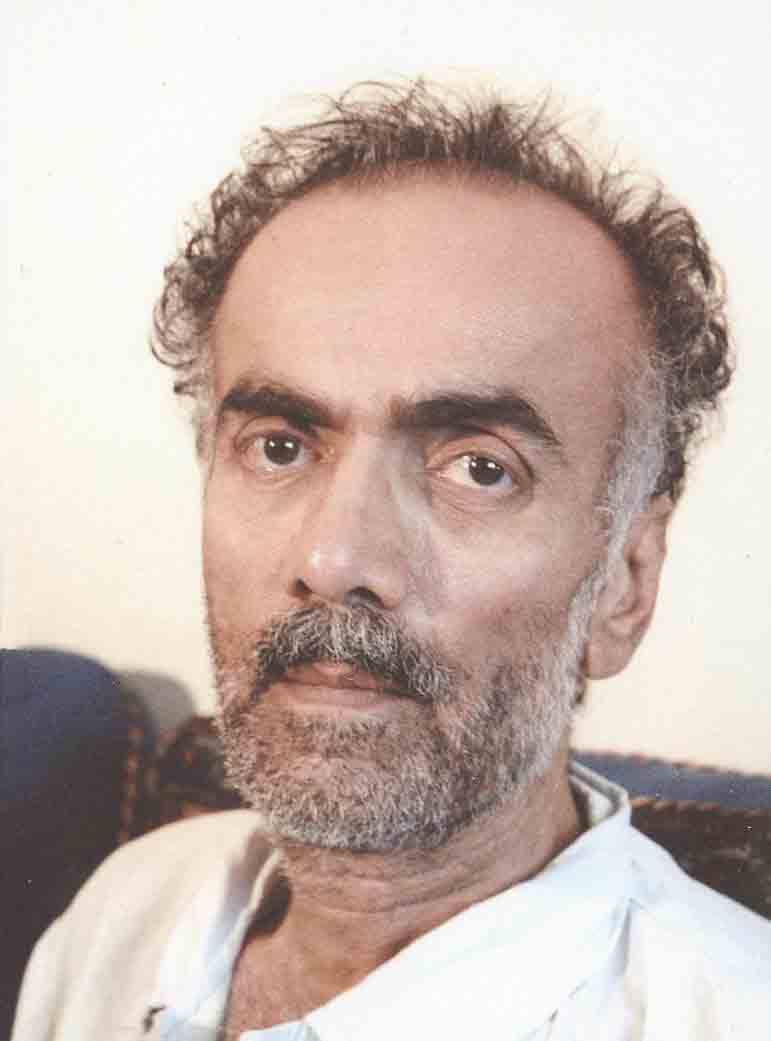
Moftizadeh nach seiner Entlassung aus dem Gefängnis im Jahr 1993